# José Alberto Costa
José Alberto Costa (ur. 31 października 1953) – portugalski piłkarz występujący na pozycji pomocnika.

## Kariera piłkarska
Od 1971 do 1987 roku występował w klubach Académica Coimbra, Rochester Lancers, FC Porto, Vitória SC i CS Marítimo.

## Kariera trenerska
Po zakończeniu piłkarskiej kariery pracował jako trener w Académica Coimbra, Portugalia U-21, Nagoya Grampus Eight, Famalicão, Vizela, Varzim SC, GD Chaves, Sanat Naft i SC Braga B.